# Tupolev Tu-4
Le Tupolev Tu-4 (désignation OTAN Bull) est un bombardier longue distance soviétique construit juste après la fin de la Seconde Guerre mondiale.

## Historique

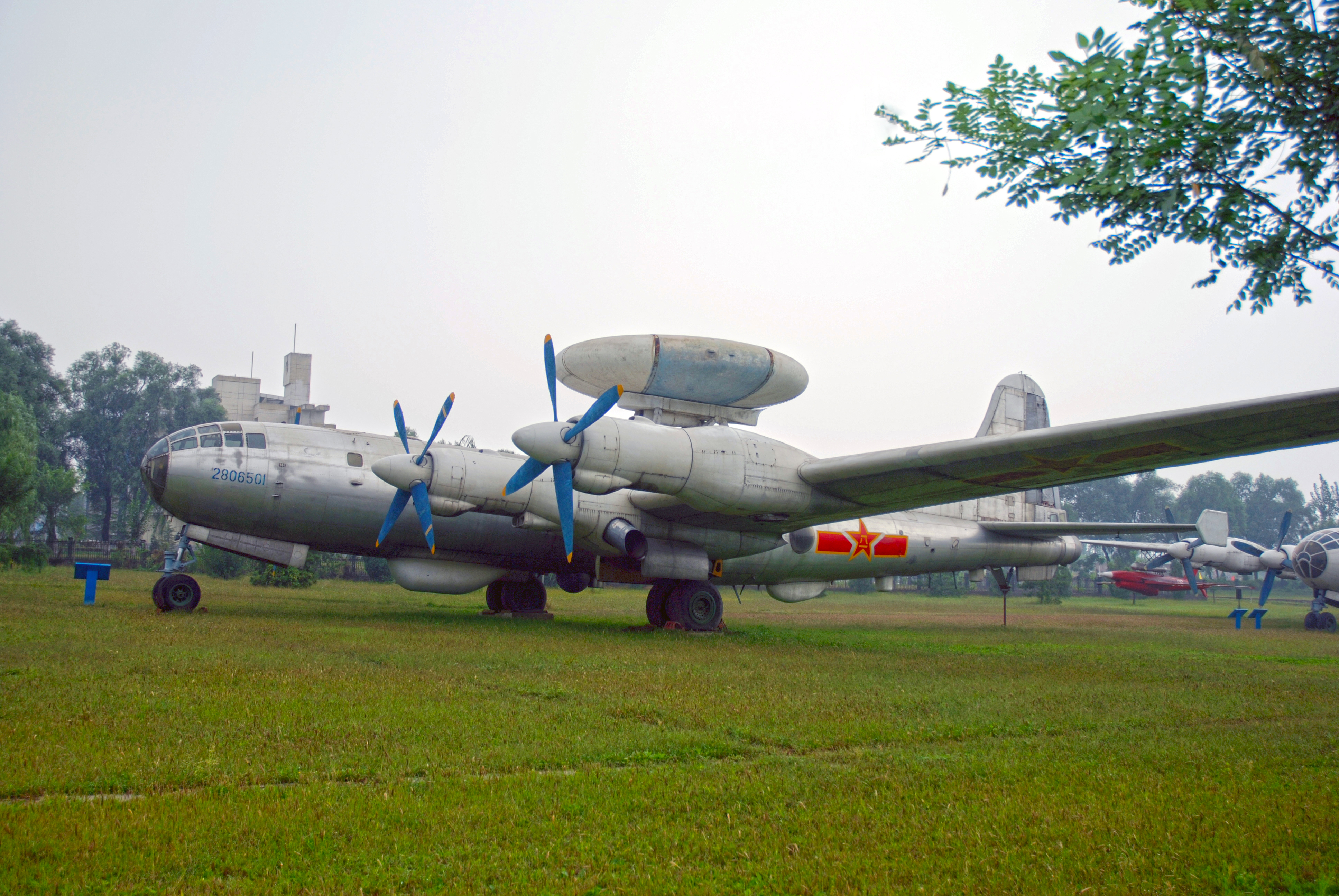
Le premier projet d'AWACS chinois, nommée KJ-1, basé sur un Tu-4 dans un musée.

Cet  appareil est une copie du Boeing B-29 Superfortress américain, réalisée par rétro-ingénierie de trois exemplaires de cet avion, capturés en 1944 après un atterrissage forcé en URSS et espionnage. Après un premier vol mi-1945, le Tu-4 fut officiellement présenté lors d'un défilé aérien le 3 août 1946 et mis en service en 1949 au sein de l'aviation à long rayon d'action.

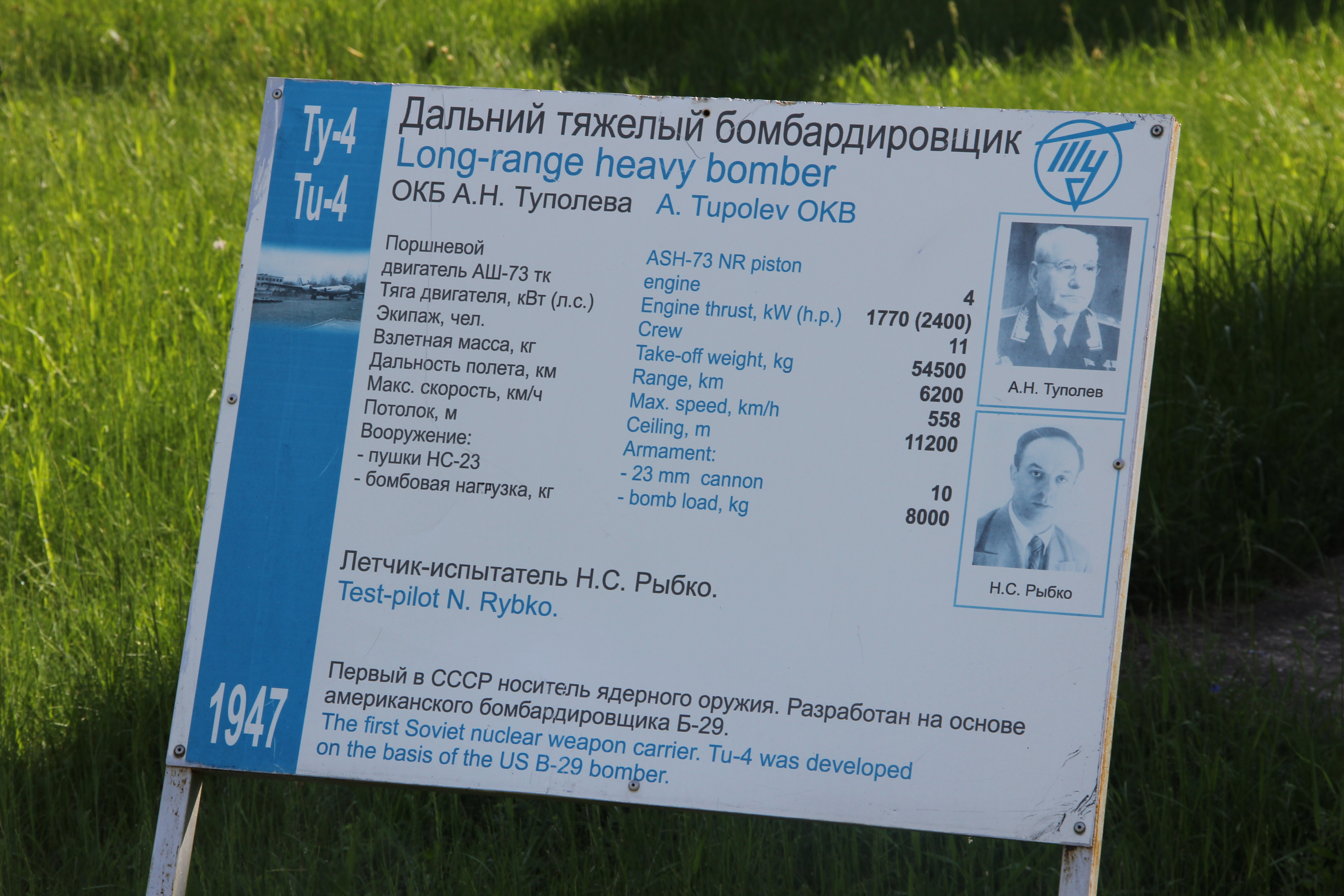
Tupolev Tu-4 (8912148855)

L'apparition du Tu-4,  coïncidant aux premiers tests de l'arme atomique par l'URSS, causa de grosses frayeurs aux Américains : ces bombardiers étaient en effet les premiers à pouvoir atteindre de grandes villes des États-Unis, comme Los Angeles, Chicago ou New York avec leurs bombes, même s'ils n'avaient pas l'autonomie suffisante pour le trajet retour. Ces bombardiers n'ont jamais effectué de missions de combat mais ont participé à des manœuvres avec usage d'armes nucléaires réelles, telles que l'exercice nucléaire de Totskoïe en 1954.

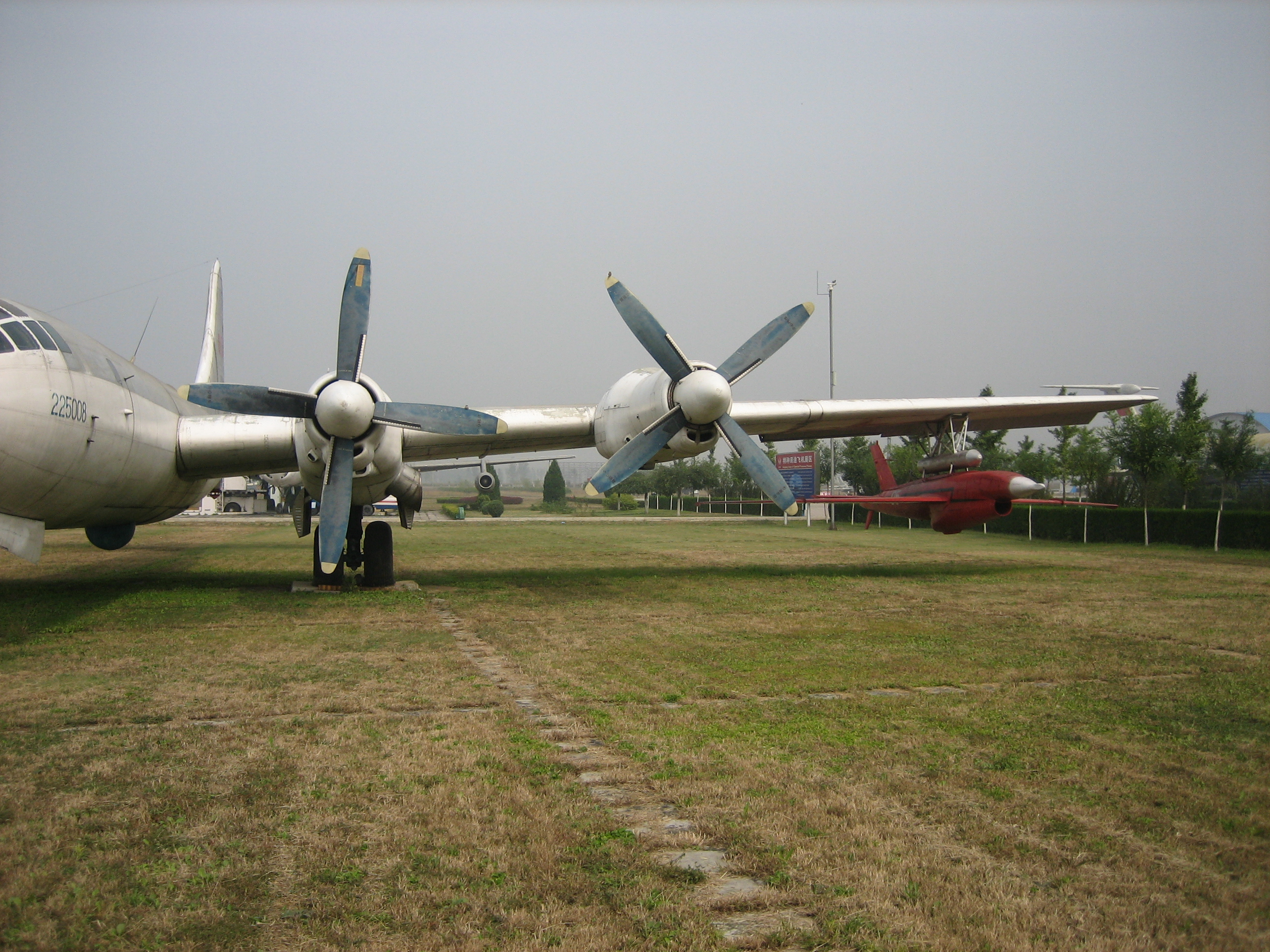
WuZhen-5 (petit avion de reconnaissance chinois fixé à droite sous l'aile d'un transporteur) Tu-4, semblable au projet Zveno en U.R.S.S.

Le Tu-4 a été construit à environ 1 200 exemplaires, dont une douzaine furent donnés (ou vendus ?) à la Chine. Les Tu-4 russes furent convertis en avions de transport à la fin des années 1950 et retirés définitivement du service au début des années 1960. Des Tu-4 de la force aérienne chinoise ont volé jusqu'aux années 1980.
Trois exemplaires sont exposés dans des musées au début du XXIe siècle, un au Musée central des forces aériennes de la fédération de Russie de Monino et deux en Chine.
Une légende rapporte que les ingénieurs soviétiques ayant copié le B-29 ont reproduit l'avion de manière tellement fidèle qu'ils ont même copié un orifice qu'ils pensaient utile dans la carlingue alors qu'il s'agissait en réalité d'un impact de balle, qu'on a donc pu retrouver sur tous les exemplaires du TU-4. Il convient également de noter que les Soviétiques ont choisi de modifier l'épaisseur de la peau en aluminium de l'avion, qui en a amélioré sa résistance structurelle dans certains domaines

### Développement lié
- Boeing B-29 Superfortress
- Tupolev Tu-70
- Tupolev Tu-75
- Tupolev Tu-80
- Tupolev Tu-85

### Aéronefs comparables
- Avro Lincoln
- Consolidated B-32 Dominator
- Messerschmitt Me 264